# Radio mauma.fm
Radio mauma.fm war ein privater Hörfunksender mit Sitz in Berlin und Nürnberg. Der Sender war ab dem 1. Mai 2013 im Internet, per Telefon und per Radioweiterverwerter auf stationären Internetradios empfangbar. Ab dem 15. April 2015 konnte der Sender zusätzlich für kurze Zeit über Digital Audio Broadcasting (DAB+) in Berlin und Brandenburg und ab Mai 2015 über DAB+ in Hamburg und Umland empfangen werden, die Verbreitung wurde jedoch schon wenige Monate später, im Oktober 2015, eingestellt. Darüber hinaus betrieb der inzwischen nicht mehr übertragende Radiosender ein digitales Informationsportal mit tagesaktuellen Nachrichten. Der Sender wurde, damals noch unter dem Namen Radio mauma.fm, am 24. Juli 2014 von der Bayerischen Landeszentrale für neue Medien als bundesweiter Anbieter bis zum 31. Oktober 2022 zugelassen. Diese Zulassung wurde jedoch, im Rahmen des im Oktober 2015 beantragten Insolvenzverfahrens, im April 2016, widerrufen.

## Geschichte
Radio mauma.fm Deutschland, startete am 1. Mai 2013 mit seinem 24-Stunden-Programm im Internet. Nach und nach entwickelte sich der Sender und das Programm. Der Sender übertrug von der Internationalen Funkausstellung live aus Berlin, der CeBIT in Hannover und der Nürnberger Spielwarenmesse sowie den Deutschen Radiopreis 2015, 2016, 2017 und 2018 live aus Hamburg. Zeitgleich übertrug der Sender die Heimspiele der Nürnberg Ice Tigers in der Saison 2013/14. Radio mauma.fm Deutschland berichtete zudem von den Länderspielen der deutschen Eishockeynationalmannschaft gegen die Schweiz in Mannheim am 2. Mai 2014 und Deutschland gegen die USA am 6. Mai 2014 in Nürnberg. Programmbegleitend wurde ab April 2014 unter maumafm.de ein Informationsportal mit Nachrichten, Hintergründen und weiteren Meldungen angeboten.

## Programm
Der Sender spielte einen Mix von Rock bis Pop, Schlager bis Ballade, Reggae bis Hardrock und vieles mehr für ein breites Zielpublikum im Alter von 10- bis 59-jährige Radiohörer und bot auf diese Zielgruppe zugeschnittene Begleitangebote, wie Service und Höreraktionen.
Programmbegleitend zur Hörerbindung und zu Informationszwecken nutzte der Sender soziale Netzwerke im Internet (Facebook und Twitter).
Der Sender bot Nachwuchskünstlern eine kostenfreie Plattform zum Promoten und Veröffentlichen von neuer Musik in allen Genres.

## Gemeinsames Programm
Radio mauma.fm veranstaltete gemeinsam mit „hurricane fm“ als neuer gemeinsamer Sender für (kopfKino.fm und Antenne Gold) sein Programm. Der neue Sender hurricane fm vereinte die Programmelemente Hörbücher und Hörspiele mit Nachrichtenredaktion als Nachrichtensender, dies im Programm von Radio mauma.fm. Die Redaktions- und Produktionsräume wurden gemeinsam genutzt.

## Empfangsmöglichkeiten
Der Sender wurde im Internet als Livestream auf der Senderhomepage und weiteren Plattformen angeboten und war als Mobile App auf mobilen Geräten verfügbar. Des Weiteren wurde ein Feed über die Phonecast-Plattform Phonecaster angeboten.
Terrestrisch war der Sender, damals noch als mauma.fm, über DAB+ in Hamburg (Kanal 11C ab Mai 2015) und Berlin (Kanal 7B) empfangbar, wurde jedoch im Oktober 2015 wieder eingestellt. Bis dahin waren auch die Ausstrahlung über Satellit und verschiedene Kabelnetze langfristig geplant. Inzwischen will sich der Sender unter neuem Namen ganz auf die Verbreitung im Internet beschränken.